# Ermembergo Pellizzetti
Ermembergo Pellizzetti (Mantova, Itália, 22 de abril de 1876 — Rio do Sul, 20 de agosto de 1947) foi um banqueiro e político ítalo-brasileiro. Foi Deputado Estadual de Santa Cataria e foi responsável pela emancipação política e administrativa de Rio do Sul, na década de 30, onde hoje há uma praça em sua homenagem.

## Biografia
Filho de Tomaso Pellizzetti e de Eugênia Pellizzetti. Casou com Rosália Bazzanella, e em segundas núpcias com Maria Bazzanella. Em 1899, mudou-se para o Rio de Janeiro, empreendeu em atividades comerciais; posteriormente, em 1901, foi para Santa Catarina e começou a trabalhar com o chefe da Estação Agronômica de Rio dos Cedros, Giovanni Rossi. Depois, tornou-se empreiteiro de obras de estradas, professor primário e também oficial de Registro Civil, no distrito de Bela Aliança, que fazia parte de Blumenau, em 1910.
Foi deputado à Assembleia Legislativa de Santa Catarina na 12ª legislatura (1925 — 1927), eleito com 15,375 votos; e na 13ª legislatura (1928 — 1930), eleito com 18.142 votos, em ambos casos pelo Partido Republicano Catarinense (PRC). Em 1928, fundou o Banco de Crédito Popular e Agrícola de Bela Aliança; também atuou como Deputado Constituinte de 1928. Como deputado agiu em prol da emancipação do distrito de Bela Aliança, transformado no município Rio do Sul.
Um de seus netos, Nodgi Enéas Pellizzetti, filho de Silvio Pelizzetti, foi deputado na Assembleia Legislativa de Santa Cataria e Prefeito de Rio do Sul por dois mandatos.
Foi construída em Rio do Sul uma praça em sua homenagem. Localizada no centro da cidade, o espaço recebeu o nome de Ermembergo Pellizzetti.
Foi também editor da Revista Catarinense de Agricultura.

Faleceu no dia 20 de agosto de 1947, em Rio do Sul/SC.